# Kevin Molino
 Kevin Molino  (Carenage, 17 de junio de 1990) es un futbolista trinitense. Juega como mediocampista y su equipo es el Defence Force F. C. de la TT Premier Football League.
Es medio hermano del también futbolista Dwane James, juega en Pasaquina FC de El Salvador.

## Selección nacional
Ha sido internacional con la selección de fútbol de Trinidad y Tobago en 71 ocasiones anotando 26 goles.

## Clubes
| Club                | País              | Año       |
| ------------------- | ----------------- | --------- |
| San Juan Jabloteh   | Trinidad y Tobago | 2008      |
| Ma Pau              | Trinidad y Tobago | 2009-2011 |
| Orlando City S. C.  | Estados Unidos    | 2011-2014 |
| Orlando City S. C.  | Estados Unidos    | 2015-2016 |
| Minnesota United    | Estados Unidos    | 2017-2020 |
| Columbus Crew S. C. | Estados Unidos    | 2021-2024 |
| Defence Force F. C. | Trinidad y Tobago | 2024-     |

## Palmarés

### Títulos nacionales
| Título           | Club               | País           | Año  |
| ---------------- | ------------------ | -------------- | ---- |
| USL Pro Cup      | Orlando City S. C. | Estados Unidos | 2011 |
| USL Pro Cup      | Orlando City S. C. | Estados Unidos | 2013 |
| Conferencia Este | Columbus Crew      | Estados Unidos | 2023 |
| MLS Cup          | Columbus Crew      | Estados Unidos | 2023 |